# Troy Garity
Troy O'Donovan Garity (Los Ángeles, California, 7 de julio de 1973) es un actor de cine estadounidense.

## Vida personal y familia
Garity nació en Los Ángeles, hijo de la actriz Jane Fonda y del activista y político Tom Hayden. Es nieto de Henry Fonda, sobrino de Peter Fonda y primo de Bridget Fonda. Su media hermana es Vanessa Vadim. Garity tiene el apellido de su abuela paterna.
Garity está casado con Simone Bent, una actriz de teatro, desde el 1 de septiembre de 2007.

## Carrera
Garity apareció como un niño en el filme On Golden Pond, protagonizado por su madre y su abuelo. Interpretó a su padre en la película de 2000 Roba esta película, basada en la vida del fundador del Partido Internacional de la Juventud, Abbie Hoffman. Su actuación como Barry Winchell en la película de 2003 Soldier's Girl le valió a Garity una nominación al Globo de Oro al mejor actor de miniserie o telefilme. Garity también protagoniza la película dirigida por Danny Boyle, Sunshine.

## Filmografía
- La barbería 3 (2016)
- Ballers (2015, serie de TV)
- Elementary (2013, serie de TV, un episodio)
- Gangster Squad (2013)
- Boss (2011, serie de TV)
- The Good Doctor (2011)
- The Playboy Club (2011, serie de TV)
- Hawaii Five-0 (2011, serie de TV)
- House M. D. (2009, serie de TV)
- Kerosene Cowboys (2009)
- A Day in the Life (2009)
- My One and Only (2009)
- Winged Creatures (2009)
- Lake City (2008)
- Eichmann (2007)
- Sunshine (2007)
- After the Sunset (2004)
- BarberShop 2: Back in Business (2004)
- Milwaukee, Minnesota (2003)
- Soldier's Girl (2003, TV)
- BarberShop (2002)
- Lather. Rinse. Repeat. (2002)
- Bandits (2001)
- Perfume (2001)
- Code Blue (2000, videojuego)
- Solomon Bernstein's Bathroom  (2000)
- Rude Awakening (2000, serie de TV)
- Roba esta película (2000)
- Conspiración (1997)
- The Cherokee Kid (1996, TV)
- On Golden Pond (1981, no acreditado)